# إتابيسيريكا دا سيرا
إتابيسيريكا دا سيرا هي مدينة، وبلدية في البرازيل، تتبع ساو باولو، بلغ عدد سكانها 129٬685  نسمة، في 2000، تبلغ مساحتها 151٫458 كيلومتر مربع، رمزها البريدي هو 06850-000 até 06889-999.

## الموقع
تشترك في الحدود مع:
- إمبو داس آرتس
- ساو باولو
- Embu-Guaçu [الإنجليزية]‏.

## أعلام
- أليكساندر رودريغوس سواريس